# Niezamężna kobieta
Niezamężna kobieta (ang. An Unmarried Woman) – amerykańska tragikomedia z 1978 roku w reżyserii Paula Mazursky’ego. Zdjęcia kręcono w Nowym Jorku.

## Fabuła
Erica mieszka na Manhattanie. Mąż makler po 16 latach małżeństwa porzuca ją dla młodszej kobiety, którą poznał w sklepie na Bloomingsdale. Po początkowym szoku Erica odkrywa uroki życia w stanie wolnym. W końcu poznaje Saula – brytyjskiego artystę-abstrakcjonistę.

## Obsada
- Jill Clayburgh – Erica
- Alan Bates – Saul
- Michael Murphy – Martin
- Cliff Gorman – Charlie
- Patricia Quinn – Sue
- Kelly Bishop – Elaine
- Lisa Lucas – Patti
- Linda Miller – Jeannette
- Andrew Duncan – Bob
- Daniel Seltzer – Dr Jacobs
- Matthew Arkin – Phil
- Penelope Russianoff – Tanya
- Novella Nelson – Jean
- Raymond J. Barry – Edward

i inni

## Nagrody i nominacje
31. MFF w Cannes (1978)
- Złota Palma dla najlepszej aktorki – Jill Clayburgh
- Złota Palma dla najlepszego filmu – Paul Mazursky (nominacja)

Oscary za rok 1978
- Najlepszy film – Paul Mazursky, Anthony Ray (nominacja)
- Najlepszy scenariusz oryginalny – Paul Mazursky (nominacja)
- Najlepsza aktorka – Jill Clayburgh (nominacja)

Złote Globy 1978
- Najlepszy dramat (nominacja)
- Najlepsza aktorka dramatyczna – Jill Clayburgh (nominacja)
- Najlepsza reżyseria – Paul Mazursky (nominacja)
- Najlepszy scenariusz – Paul Mazursky (nominacja)
- Najlepsza muzyka – Bill Conti (nominacja)

Nagrody BAFTA 1978
- Najlepsza aktorka – Jill Clayburgh (nominacja)